# D.O.A. (1950)
D.O.A. is een Amerikaanse film noir uit 1950 onder regie van Rudolph Maté. Destijds werd de film in Nederland uitgebracht onder de titel Het Bigelow-mysterie.

## Verhaal
De boekhouder Frank Bigelow krijgt op vakantie in San Francisco een dodelijk vergif toegediend. Als de dokter hem meedeelt dat hij nog maar 24 uur te leven heeft, gaat Frank op zoek naar zijn moordenaar.

## Rolverdeling
| Acteur           | Personage        |
| ---------------- | ---------------- |
| Edmond O'Brien   | Frank Bigelow    |
| Pamela Britton   | Paula Gibson     |
| Luther Adler     | Majak            |
| Beverly Garland  | Juffrouw Foster  |
| Lynn Baggett     | Mevrouw Philips  |
| William Ching    | Halliday         |
| Henry Hart       | Stanley Philips  |
| Neville Brand    | Chester          |
| Laurette Luez    | Marla Rakubian   |
| Jess Kirkpatrick | Sam              |
| Cay Forester     | Sue              |
| Frank Jaquet     | Dokter Matson    |
| Lawrence Dobkin  | Dokter Schaefer  |
| Frank Gerstle    | Dokter MacDonald |
| Carol Hughes     | Kitty            |